# Albicja biało-różowa
Albicja biało-różowa, albicja jedwabista (Albizia julibrissin) – gatunek roślin należący do rodziny bobowatych i podrodziny brezylkowych (dawniej w mimozowych). Występuje naturalnie w południowej i wschodniej Azji od południowego Azerbejdżanu i Iranu (Nizina Lenkorańska i Góry Tałyskie) na wschód do Chin i Korei.
Nazwa naukowa rodzaju została nadana w 1772 r. przez lekarza i botanika włoskiego Antonia Durazziniego na cześć florenckiego naturalisty Filippo degli Albizzi, który ujrzał to drzewo po raz pierwszy w czasie podróży do Konstantynopola i sprowadził je do Europy w 1749 r. Nazwa gatunkowa julibrissin pochodzi z języka perskiego i oznacza "jedwabny kwiat" (گل gul "kwiat" + ابریشم abrisham "jedwab").
Obecnie w Iranie roślina nazywana jest Shabkhosb (شب‌خسب), co znaczy « nocny śpioch ». W japonii znana jest pod nazwami Nemunoki, Nenenoki lub Nemurinoki, oznaczającymi to samo:  « śpiące drzewo ». Ze względu na fakt, iż trafiła do Europy z Konstantynopola, nazywano ją też "mimozą konstantynopolitańską". W Stanach Zjednoczonych dotychczas nazywana jest często błędnie mimozą lub różową mimozą (ang. pink mimosa). Występowała też jako "akacja jedwabna", "akacja lenkorańska" lub "mimoza lenkorańska".

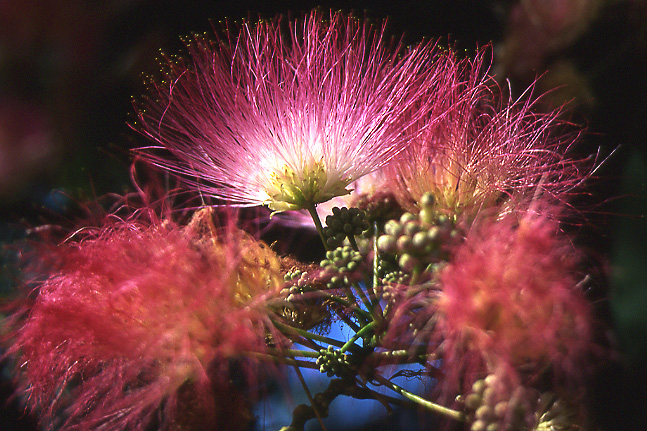
Albizia julibrissin f. rosea ma intensywniej zabarwione kwiaty od formy typowej

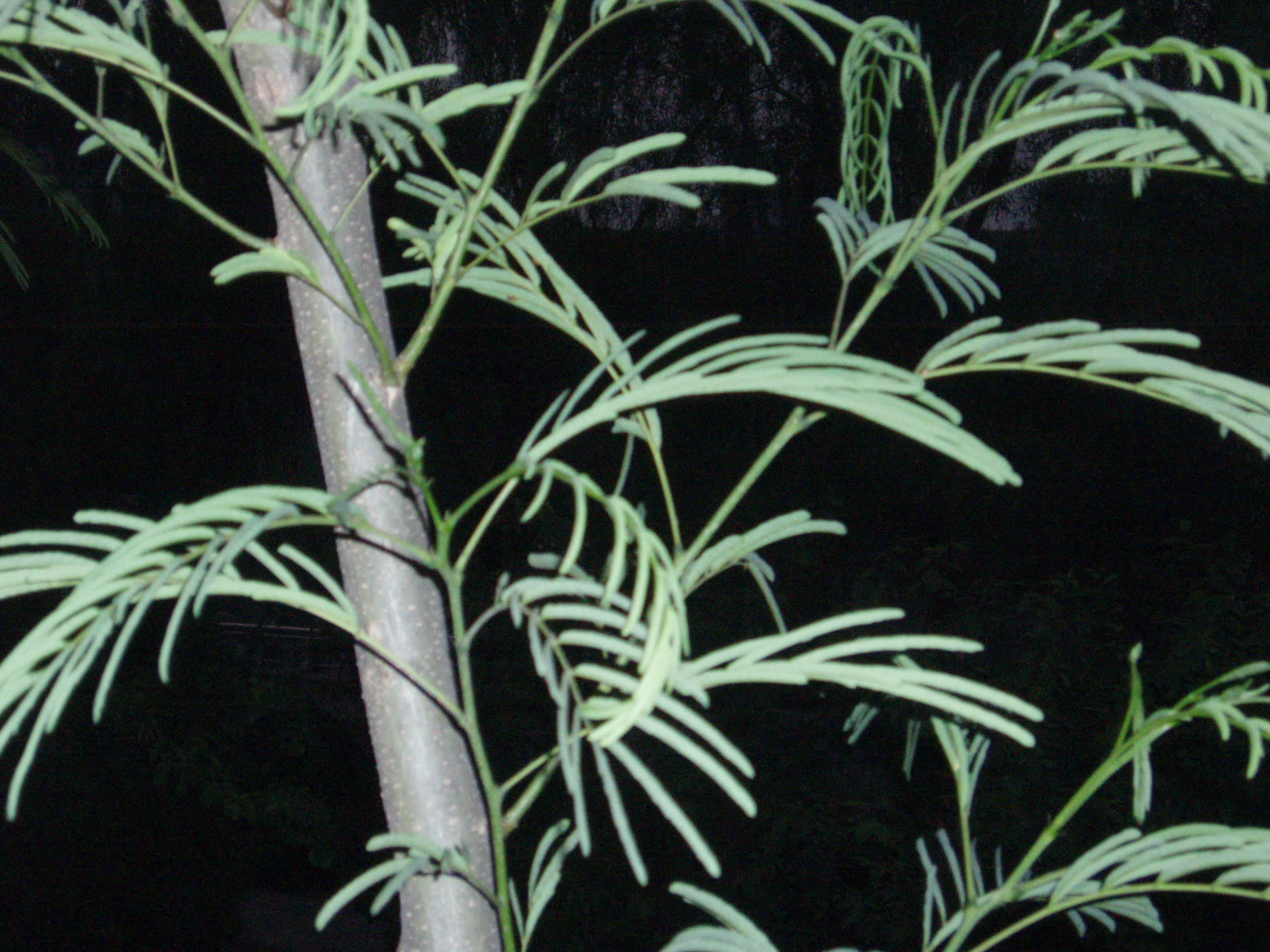
Liście składają się w nocy

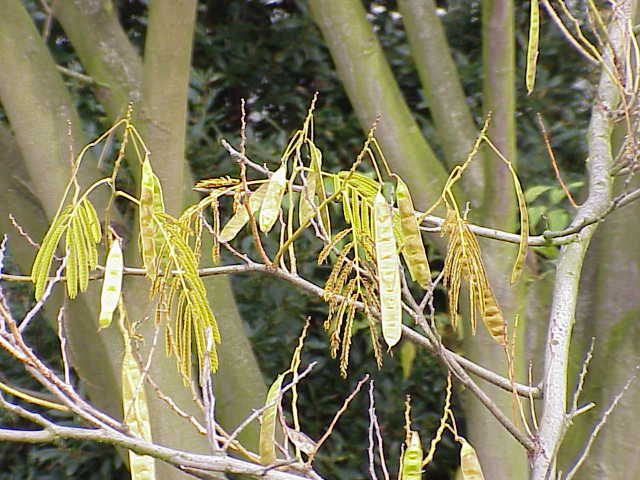
Strąki i liście jesienią

## Morfologia
PokrójMałe liściaste drzewo dorastające do 5–12 m wysokości, z szeroką parasolowatą koroną.
KoraCiemnozielonkawa, starsze okazy mają korę szarą w pionowe paski.
LiściePodwójnie pierzaste, 20–45 cm długości i 12–25 cm szerokości, podzielone na 6–12 par odnóg, każda z nich ma 20–30 par małych listków, są one podłużne, 1–1,5 cm długości i 2–4 mm szerokości.
KwiatyZebrane w gęste główki, a te z kolei wyrastają w szczytowych gronach. Kwiaty nie posiadają płatków, ale sterczące wiązki pręcików, długości 2–3 cm, różowych lub bladoróżowych, wyglądających jak jedwabiste nici. Są one atrakcyjne dla pszczół, motyli i kolibrów. Kwitnie przez całe lato.
OwocPłaski brązowy strąk około 10–20 cm długości i ok. 2–2,5 cm szerokości, zawierający kilka–kilkanaście nasion w środku.
Istnieją dwie odmiany:
- Albizia julibrissin var. julibrissin. Typowa odmiana, opisana powyżej.
- Albizia julibrissin var. mollis. Różni się tym, że pędy są gęsto owłosione.

Forma Albizia julibrissin f. rosea jest mniejsza od typu – dorasta do 5–7 m wysokości, z kwiatami zawsze różowymi. Występuje na północy swojego zasięgu w Korei Północnej i Chinach, bardziej tolerancyjna wobec zimna niż typowa forma, wytrzymuje mrozy co najmniej -25° C.

## Uprawa i zastosowanie
Gatunek jest powszechnie sadzony jako roślina ozdobna, uprawiana dla pięknych liści i kwiatów. Szeroka korona u starszych drzew sprawia, że przydatna jest w upalne dni by zapewnić cień.
W stanie dzikim drzewo ma tendencję do wzrostu na suchych równinach, piaszczystych dolinach i wyżynach. Jest inwazyjna w Japonii i Stanach Zjednoczonych, a rozpowszechniana od południowej części Nowego Jorku, New Jersey, Connecticut na zachód do Missouri i Illinois, a na południe do Florydy i Teksasu, jest również uprawiana w Kalifornii i Oregonie. Uprawia się ją także w Europie, na przykład na Krymie. W Stanach Zjednoczonych prowadzone są prace w celu wyhodowania roślin nie wytwarzających nasion i przez to pozbawionych skłonności inwazyjnych. Albicja jest bardzo podatna na grzybicze choroby spowodowane przez gatunki z rodzaju Fusarium, choć choroba nie wydaje się oddziaływać zbyt poważnie na stan jej populacji. Ze względu na swoje skłonności inwazyjne i wrażliwość na choroby rzadko zalecana jest jako roślina ozdobna w USA, choć jest nadal powszechnie sadzona w różnych częściach Europy.
Odporna na mróz forma A. julibrissin f. rosea może być uprawiana w gruncie również w ciepłych regionach Polski.